# Batalla de Màlaga (1937)
|  | Per a altres significats, vegeu «Batalla de Vélez-Màlaga». |

La batalla de Màlaga  va ser la culminació d'una ofensiva a principis de 1937 per una força combinada de nacionalistes i italians per arrabassar el control de la província de Màlaga als republicans durant la Guerra Civil espanyola. La participació de regulars marroquins i tancs italians del nouvingut  Corpo Truppe Volontarie  va conduir a la retirada dels republicans i la capitulació de Màlaga en menys d'una setmana.

## Inici
Una vegada que l'Exèrcit d'Àfrica en el bàndol revoltat va aconseguir aixecar el setge de Granada, Màlaga i la seva província van quedar en un gairebé total aïllament. Així des del 18 d'agost de 1936, Màlaga va esdevenir una mena de "península republicana" en zona nacional, unida a la seva zona per un estret passadís, que convidava a ser estrangulat.

## Beneficis
La seva conquesta, per descomptat, aportava grans beneficis a l'Espanya nacional: Màlaga era un port important en el Mediterrani, amb 150.000 habitants (la 2a ciutat d'Andalusia). La seva presa escurçaria la línia del front a 150 quilòmetres i desallotjarien l'amenaça que encara persistia sobre la ciutat de Granada. No només privaria l'armada republicana d'una punta de llança sobre l'estret de Gibraltar sinó que dotaria els nacionals d'un excel·lent port a la Mediterrània, facilitant les comunicacions del sud d'Espanya amb Marroc i amb Mallorca.

## Desenllaç
La victòria va ser dels revoltats, amb l'ajuda italiana de l'Agrupació de carros d'assalt i actuacions blindats del Corpo Truppe Volontarie. La ciutat estava envoltada d'una Espanya franquista. Els nacionals van aconseguir fer desaparèixer el "passadís" que comunicava Màlaga amb els altres territori republicà i llavors l'exèrcit nacional es va fer amb la ciutat.
La presa de Màlaga pel bàndol revoltat va tenir també greus conseqüències humanitàries, ja que gran part de la població de la ciutat, tement les represàlies, va fugir per carretera cap a Almeria, sent bombardejats per mar i aire per les forces ocupants, que van causar milers de morts entre la població civil. Aquests greus esdeveniments són coneguts com la massacre de la carretera Màlaga-Almeria i van ser donats a conèixer al món pel testimoni del doctor Norman Bethune, que va anar amb la seva unitat de transfusions a socórrer els refugiats.
En febrer de 1937, després de la presa de Màlaga pels revoltats, l'Aeroport de Màlaga passa a ser Base Aèria de l'Aviació Nacional i es crea l'Escola d'Especialistes de l'Aviació Nacional a fi de capacitar especialistes (mecànics, radiotelegrafistes, armers, etc.) i en 1939 es creà l'Escola d'Observadors que n'estaria funcionant fins a 1957.